# Devetak, Burgas
Devetak (în bulgară Деветак) este un sat în comuna Karnobat, regiunea Burgas,  Bulgaria. 

## Demografie
Componența etnică a satului Devetak
     Turci (6,43%)
     Bulgari (90,05%)
     Nicio identificare (1,75%)
     Altele (1,75%)
La recensământul din 2011, populația satului Devetak era de 171 locuitori. Din punct de vedere etnic, majoritatea locuitorilor (90,05%) erau bulgari, cu o minoritate de turci (6,43%). Pentru 1,75% din locuitori nu este cunoscută apartenența etnică.